# Cornelia Ganten-Lange
Cornelia Ganten-Lange (geboren im 20. Jahrhundert in Deutschland) ist eine deutsche Juristin, Rechtsanwältin und ehemalige Richterin. Von 2009 bis 2021 war sie Mitglied des Hamburgischen Verfassungsgerichts.

## Beruflicher Werdegang
Cornelia Ganten-Lange ist Fachanwältin für Familienrecht und Verwaltungsrecht in einer Gemeinschaftskanzlei in Hamburg.
Nach Informationen der Zeitung Die Welt trat Ganten-Lange während ihrer beruflichen Laufbahn immer wieder als Rechtsbeistand für linke Gruppen und Anhänger der in Deutschland verbotenen Kurdischen Arbeiterpartei PKK auf: 2013, zur Zeit der Protestaktion Lampedusa in Hamburg, reichte Cornelia Ganten-Lange beim Verwaltungsgericht für einen Lampedusa-Geflüchteten eine Musterklage ein. Ihr Mandant sei ohne Anlass rechtswidrig behandelt worden. Als es 2017 im Zusammenhang mit dem G-20-Gipfel zu schweren Ausschreitungen durch Gegendemonstranten kam, vertrat sie bei der Klage gegen das Versammlungsverbot auf dem Heiligengeistfeld in der Innenstadt Hamburgs das Bündnis G20 – Not welcome. Auch leistete sie mehreren Funktionäre der PKK, die in Deutschland mit einem Betätigungsverbot belegt ist, Rechtsbeistand. Darunter war der 2005 als Asylbewerber eingereiste Ali Ishan K., der laut Generalbundesanwaltschaft zeitweise die PKK in der Region Hamburg hauptamtlich leitete und 2013 vom Oberlandesgericht Hamburg zu zweieinhalb Jahren Haft verurteilt wurde. Außerdem soll Cornelia Ganten-Lange bei Veranstaltungen der Organisationen Azadi und Rote Hilfe, die vom Verfassungsschutz als linksextremistisch eingestuft werden, aufgetreten sein.
Am 1. April 2009 wurde Cornelia Ganten-Lange auf Vorschlag der Fraktion Die Grünen von der Bürgerschaft der Freien und Hansestadt Hamburg zur Richterin an das Verfassungsgericht Hamburg gewählt. Von den gültigen abgegebenen 113 Stimmen waren 104 Ja-Stimmen, 5 Nein-Stimmen und 4 Enthaltungen. Nach Ablauf der sechsjährigen Amtszeit wurde die Juristin 2015 für eine zweite Amtsperiode gewählt. Sie erhielt 89 Ja- und 14 Nein-Stimmen bei sechs Enthaltungen.
Am 3. August 2020 brachten die sieben AfD-Abgeordneten und die AfD-Fraktion in der Bürgerschaft einen Antrag auf Verfassungsänderung ein. Motiv war, dass der Einsatz von Cornelia Ganten-Lange für linksextreme Gruppen und Individuen einen bedeutender Teil ihrer Biographie darstelle und auch während der Mandatszeit fortgesetzt worden sei. Der Antrag verfolgte das Ziel, die Wahl der Landesverfassungsrichter zu verändern: Die Kandidaten müssten der Öffentlichkeit mit genügend zeitlichen Vorlauf bekannt gegeben werden. Außerdem müsse eine öffentliche Anhörung und Befragung der Kandidaten im Rahmen eines bürgerschaftlichen Ausschusses möglich sein. Darüber hinaus sollten bei kontroversen Personalvorschlägen vor der Wahl angemessene parlamentarische Debatten geführt werden.
Die Amtszeit von Cornelia Ganten-Lange am Verfassungsgericht endete am 6. Mai 2021.